# Syncranaus
Syncranaus is een geslacht van hooiwagens uit de familie Manaosbiidae.
De wetenschappelijke naam Syncranaus is voor het eerst geldig gepubliceerd door Roewer in 1913. 

## Soorten
Syncranaus is monotypisch en omvat slechts de volgende soort:
- Syncranaus cribrum